# Luca Vecchione

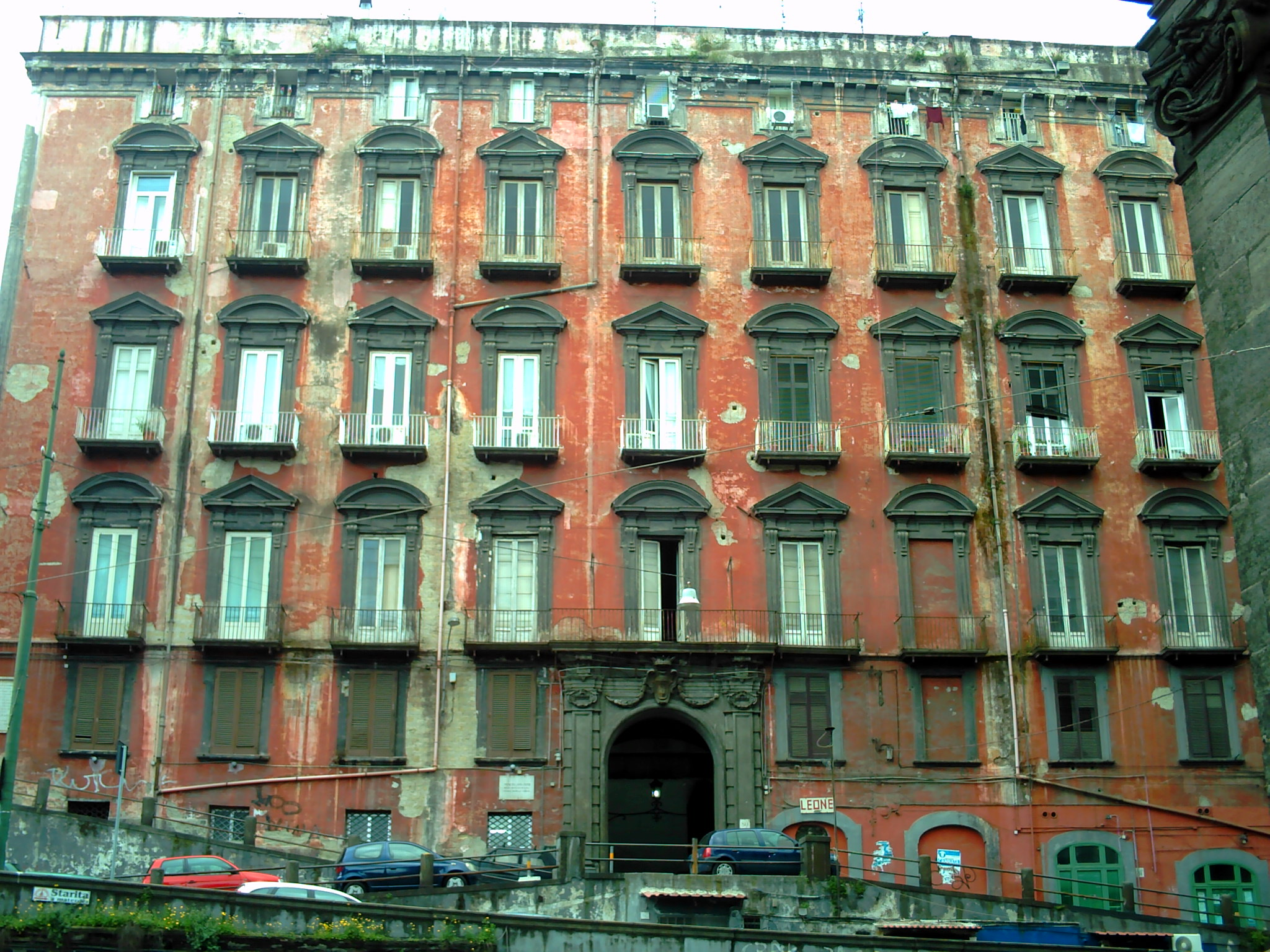
La facciata di Palazzo Caracciolo di Melissano

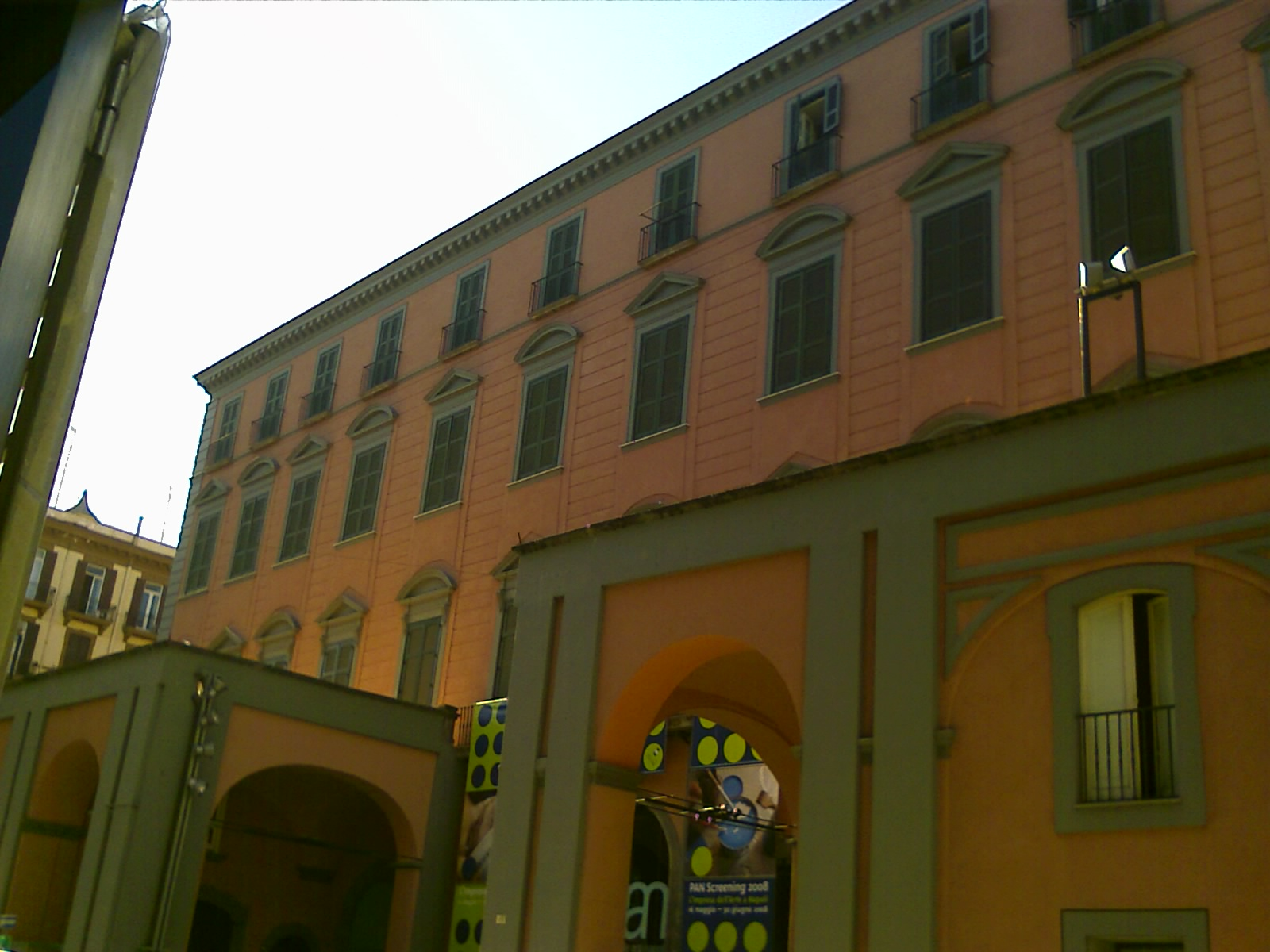
Facciata del Palazzo Carafa di Roccella

Luca Vecchione (attivo tra il 1729 e il 1775) è stato un architetto e ingegnere italiano e inoltre ricopre la carica di regio Tavolario.

## Biografia
Formatosi nella bottega di Domenico Antonio Vaccaro, nel 1728 eseguì alcuni lavori di perizia in una casa sita nei pressi della Chiesa di Santa Maria del Rosario a Portamedina. 
Fu ingegnere camerale dal 1729. Collaborò con il fratello Bartolomeo a vari progetti. Divenne successivamente collaboratore di Luigi Vanvitelli, che lo influenzò molto. Vecchione riuscì a fondere diversi modelli stilistici provenienti dall'architettura barocca di Roma e dal barocco napoletano unendo così diversi stili tra questi il maestro di Vecchione, Vaccaro, Ferdinando Sanfelice e Vanvitelli che sono percepiti nella progettazione la chiarezza d'impianto, rigore geometrico e razionalità.
Incarico di notevole prestigio è quello della nomina di Ingegnere-Architetto del monastero di Santa Maria Egiziaca a Pizzofalcone, alle monache esegue censimenti, in qualità di tavolario, delle proprietà del monastero sulla collina, si occupò anche di una perizia eseguita per una lite tra il monastero dei Santi Marcellino e Festo e un certo Alfonso Capano che aveva le sue proprietà a ridosso del monastero. La sua attività s'intensificò dalla fine degli anni trenta del XVIII secolo: nel 1738 progettò il portale in piperno del Lavoratorio delle Pietre Dure. Tra il 1740 e il 1745 fu nel cantiere della Santa Maria della Stella dove realizzò nella sagrestia un fine e prezioso apparato in stucco, dal 1742 fu attivo nel restauro del Complesso di Santa Maria di Betlemme e nel 1749 progettò l'altare marmoreo in una chiesa di Barra, nella cappella del principe di San Nicandro.
Nel 1751, a sue spese, deviò l'acquedotto per Santa Lucia al Monte, contemporaneamente progettò il Seminario Arcivescovile di Nola e altri edifici e fu attivo anche ad Aversa nel restauro della Chiesa della Santissima Annunziata. L'opera di maggior rilievo è la ristrutturazione di Palazzo Carafa di Roccella, che venne commissionata da Don Giuseppe Carafa ed eseguita in un decennio (1755 - 1765), la successiva opera di rilievo è la ricostruzione della Chiesa di Sant'Aspreno ai Crociferi ai Vergini, sempre fra gli anni cinquanta e gli anni sessanta del XVIII secolo lo si vide attivo ad Ottaviano nel restauro e ricomposizione della facciata del Palazzo Mediceo, l'opera fu eseguita insieme ad alcuni discepoli di Ferdinando Sanfelice. A Napoli progettò il Palazzo Ruvo, la cui data di realizzazione è incerta, e il Palazzo Caracciolo di Melissano nel 1758, a questi interventi si aggiunge quello di Palazzo Terralavoro, la cui data di restauro è a noi sconosciuta, ma presumibilmente eseguito tra gli anni cinquanta e sessanta del secolo.
In seguito alla morte dell'ingegnere e architetto Giuseppe Astarita, nel 1775, il Vecchione fece domanda al re di diventare ingegnere camerale col soldo, cioè pagato, ma la sua domanda fu rifiutata a causa dell'età avanzata. Morì dopo il 1775 e negli ultimi anni venne assistito dal fratello Bartolomeo nei lavori.